# Вагрич и чёрный квадрат
«Вагрич и чёрный квадрат» — полнометражный документальный фильм, созданный автором-режиссёром Андреем Загданским в 2014 году (премьера 2015) о художнике-концептуалисте Вагриче Бахчаняне. Фильм-коллаж соединяет воспоминания друзей о художнике слова (так называл себя сам Вагрич Бахчанян) и экспозицию/экранизацию его работ.

## Содержание
Знакомство Андрея Загданского с Вагричем Бахчаняном состоялось в 1994 году в Нью-Йорке. Работа над фильмом началась в 2003 году — при жизни Вагрича Бахчаняна, а закончилась в 2014 году — уже спустя 5 лет после его смерти.
Абсурдные пьесы и перформансы Вагрича Бахчаняна реализованы на экране либо в анимации — «Русский алфавит», «Ни дня без строчки», «Человек и пуля», либо на театральной сцене — «Чайка-Буревестник». Литературный коллаж «Чайка-Буревестник», соединяющий в сценическом абсурде персонажей пьесы Антона Чехова «Чайка» и текст поэмы «Песня о Буревестнике» Максима Горького, был поставлен режиссёром фильма на малой сцене украинского театра имени Ивана Франко в Киеве. Репетиции и съёмки спектакля совпали во времени с трагическими событиями на киевском Майдане, в одном квартале от самого театра. Большое внимание в фильме уделено так называемым «иллюстрациям телефонных разговоров» — экспериментам со свободным «автоматическим» рисованием, с которым Вагрич Бахчанян работал более двадцати лет.
В картине принимали участие вдова художника Ирина Бахчанян, писатели Эдуард Лимонов, Александр Генис, художники Виталий Комар, Игорь Макаров, искусствоведы Виталий Пацюков, Евгений Барабанов, кинорежиссер Борис Фрумин, коллекционер Михаил Алшибая.
Съёмки проходили в городах, которые сыграли заметную роль в жизни Вагрича — в Москве, Харькове, Нью-Йорке, Киеве. В Армении художник не побывал при жизни, но там был (согласно его завещанию) развеян его прах.
В работе над несколькими анимационными сценами принимал участие сын Загаданского Алексей; он же выступил и автором плаката к фильму.
Производство фильма финансировано при участии государственного агентства Украины по вопросам кино.

## Премии
Фильм удостоен почётного диплома на фестивале Les Rencontres Cinematographiques, Сербер/Портбоу (Франция/Испания) в 2016 году.

## Пресса
Снимая — из года в год! — свой щедрый, богатый и многослойный фильм, Загданский открыл в творчестве Вагрича потайную дверь, которая ведёт к подсознанию художника. Лишь увидав знакомые работы и их ещё более знакомого автора на экране, я по-настоящему задумался о тайной, магической, почти зловещей природе бахчаняновского дара. Это всё равно что в Чехонте разглядеть Чехова.

Александр Генис, Радио «Свобода»

Фильм — один из лучших, на мой взгляд, сделанных вообще о творчестве и творческом человеке: проницательный, поэтичный, почти энциклопедический по охвату, но воспринимаемый «на одном дыхании», виртуозно инкорпорирующий бездну материалов, в том числе и бахчаняновские произведения, полный размышлений интереснейших людей, от Эдуарда Лимонова (которому именно Бахчанян придумал этот псевдоним) до Виталия Пацюкова (который «вскрывает» суть бахчаняновского гения с редкой точностью).

Майя Прицкер «В Новом свете»

## Съёмочная группа
Автор сценарий и режиссёр — Андрей Загданский;
Операторы — Владимир Гуевский, Андрей Загданский;
Линейный продюсер — Ольга Бесхмельницына;
Продюсеры — Геннадий Кофман, Андрей Загданский;
Анимация — Алексей Будовский, Алексей Загданский, Виктор Горецкий;
Звукооператор — Борис Петер;
Монтаж — Андрей Загданский;
© 2014 AZ Films и MaGiKA Film.